# Бернская гончая
Бернская гончая, или бернер лауфхунд (нем. berner laufhund, schweizerischer niederlaufhund, англ. bernese hound) — одна из четырёх разновидностей швейцарской гончей, используемая для охоты на крупного и мелкого зверя.

## История происхождения
Выведена в Швейцарии в Средние века.
Существуют два типа бернской гончей: бернер лауфхунд и бернер нидерлауфхунд, последняя называется малой бернской гончей.
Обе породы имеют мягкий густой подшерсток, прикрытый более длинной, плотно прилегающей жестковатой шерстью.
Гончие Швейцарии очень похожи друг на друга по телосложению, но отличаются окрасом.
В зависимости от окраса и размера были названы по-разному:
- Бернская гончая,
- Джура гончая,
- Люцерна хаунд,
- Швиц гончая

Они были названы по альпийским районам, где с ними охотились на оленей, а также на другую дичь. Отличная охотничья собака используется для поиска и преследования по запаху даже в трудных условиях. Эта собака также часто используется для преследования и поиска раненых животных.

## Стандарт породы

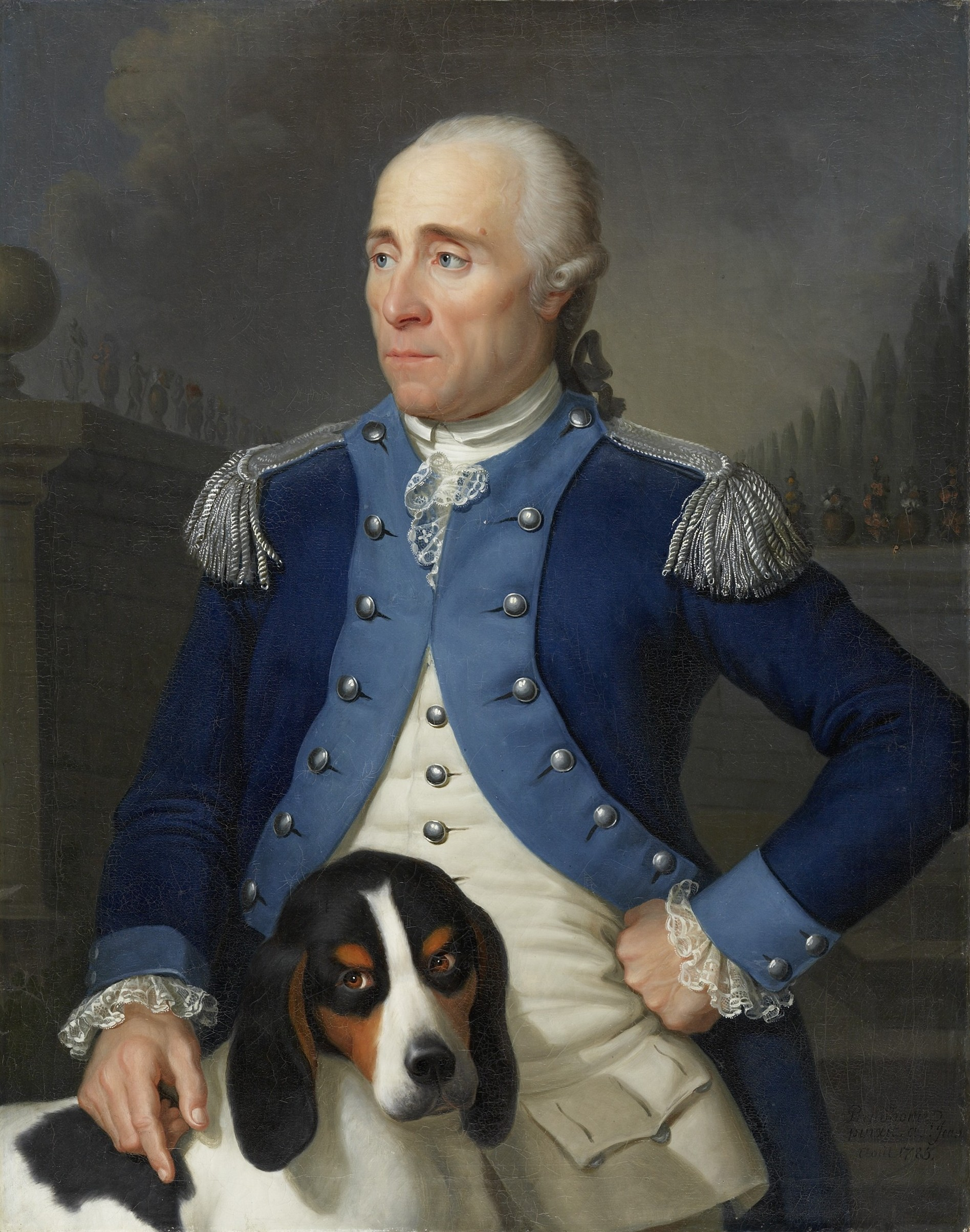
Художник Ж. Прюдомм. «Портрет Франца Рудольфа фон Фришинга в мундире офицера Бернского корпуса егерей с Бернской гончей» (1785)

В среднем, 46-59 см, вес — 15,5-20 кг, рост малой гончей — 33-43 см, вес — 13,5-18 кг.
Обе гончие с удлинённой изящной головой и сильной мордой. Голова хорошо и чётко сформирована с благородным, дружественным и настороженным выражением.
Растянутого формата. Окрас чёрно-белый с подпалообразными рыжими отметинами. Крап и пестрины очень незначительны.
Лапы сильные с прочной структурой. В спокойном темпе несут хвост низко, при беге — немного поднимается. Имеет длинные висящие уши и длинный хвост. Уши достигают кончика носа.

## Характер и охотничьи качества
Умная и активная собака. Послушная, спокойная, но только не на охоте. Она прилежна и отзывчива.
Обладает хорошим обонянием, быстрые, ловкие и страстные охотники, которые хорошо держат след преследуемой дичи по запаху. Лай — приятный. Эти собаки дружелюбны и смелы, никогда не бывают агрессивными.
Малопригодна на роль собаки-компаньона. Пригодна для караульной и сторожевой службы.
Для собак этой породы необходимы физические нагрузки и длительные прогулки.